# Skeleton ai XX Giochi olimpici invernali
Le gare di skeleton alle olimpiadi invernali del 2006 si sono svolte dal 16 al 17 febbraio sulla pista di Cesana Pariol.

## Skeleton maschile
Cesana - 17 febbraio 2006
| Pos. | Atleta           | Nazione     | Tempo   | I manche  | II manche |
| 1    | Duff Gibson      | Canada      | 1:55.88 | 57.80 (1) | 58.08 (1) |
| 2    | Jeff Pain        | Canada      | 1:56.14 | 57.98 (2) | 58.16 (2) |
| 3    | Gregor Stähli    | Svizzera    | 1:56.80 | 58.39 (5) | 58.41 (3) |
| 4    | Paul Boehm       | Canada      | 1:57.06 | 58.61 (8) | 58.45 (4) |
| 5    | Kristian Bromley | Regno Unito | 1:57.10 | 58.35 (3) | 58.75 (7) |
| 6    | Eric Bernotas    | Stati Uniti | 1:57.19 | 58.43 (6) | 58.76 (8) |

## Skeleton femminile
Cesana - 16 febbraio 2006
| Pos. | Atleta                         | Nazione     | Tempo   | I manche    | II manche   |
| 1    | Maya Pedersen                  | Svizzera    | 1:59.83 | 59.64 (1)   | 1:00.19 (1) |
| 2    | Shelley Rudman                 | Regno Unito | 2:01.06 | 1:00.57 (4) | 1:00.49 (2) |
| 3    | Mellisa Hollingsworth-Richards | Canada      | 2:01.41 | 1:00.39 (3) | 1:01.02 (3) |
| 4    | Diana Sartor                   | Germania    | 2:01.69 | 1:00.29 (2) | 1:01.40 (5) |
| 5    | Costanza Zanoletti             | Italia      | 2:02.17 | 1:00.99 (8) | 1:01.18 (4) |
| 6    | Katie Uhlaender                | Stati Uniti | 2:02.30 | 1:00.87 (6) | 1:01.43 (6) |

## Medagliere
| Pos.   | Paese       | Oro | Argento | Bronzo | Totale |
| ------ | ----------- | --- | ------- | ------ | ------ |
| 1      | Canada      | 1   | 1       | 1      | 3      |
| 2      | Svizzera    | 1   | 0       | 1      | 2      |
| 3      | Regno Unito | 0   | 1       | 0      | 1      |
| Totale | Totale      | 2   | 2       | 2      | 6      |